# Fact (magazyn)
Fact (także FACT lub Fact Magazine) – brytyjski półrocznik (wcześniej dwumiesięcznik) oraz magazyn internetowy poświęcony kulturze, w tym muzyce i sztukom wizualnym.

## Historia i profil
Magazyn Fact, mający siedzibę w londyńskim 180 Studios jest brytyjską multimedialną platformą promującą sztukę elektroniczną. W jego skład wchodzi magazyn drukowany, studio produkcyjne, kanał audiowizualny oraz program wystaw. Kanał audiowizualny Fact dotarł do ponad 70 milionów widzów, prezentując oryginalne produkcje stworzone przez zespół wewnętrzny oraz sieć międzynarodowych współpracowników.. Sam magazyn jest częścią grupy The Vinyl Factory, obejmującej wytwórnię płytową, tłocznię płyt winylowych oraz sklep płytowy Phonica w Soho. Ma biura w Wielkiej Brytanii, Stanach Zjednoczonych i Australii.
Magazyn został założony w 2003 roku jako dwumiesięcznik poświęcony muzyce i kulturze młodzieżowej. Stał się znany z zamawiania okładek przez takich artystów, jak: Animal Collective, Bat for Lashes, M.I.A., Klaxons czy Kate Moross. Jego sekcja New Talent pomogła przyszłym gwiazdom (Adele, Florence and the Machine), na wczesnym etapie ich kariery. W 2005 roku Fact przeszedł na wersję cyfrową, a w 2009 roku stał się wyłącznie magazynem internetowym.
Od 9 stycznia 2007 roku istnieje oficjalny kanał magazynu (jako 180 Fact) na YouTube.
W 2008 roku Fact rozpoczął wydawanie serii miksów, FACT Mix, w formacie MP3. Do 2021 roku włącznie wyszło 406 miksów, w tym nagrania takich artystów, jak: Justin Broadrick, Alessandro Cortini, Delorean, James Ferraro, Four Tet, Laurel Halo, Hercules and Love Affair, Kode9, Maria Minerva, Mogwai, Stephen O’Malley, Oneohtrix Point Never, Squarepusher, Toro y Moi, Tortoise, Wild Beasts i Zola Jesus.
W latach 2011–2018 Fact publikował końcoworoczne listy 50 najlepszych albumów (50 Best Albums).
W 2020 roku magazyn powrócił do formatu drukowanego, wydawanego jako półrocznik, ze zmienionym wyglądem i stylem. Inauguracyjny numer miał cztery okładki, na których znaleźli się: - wiolonczelistka i wokalistka Kelsey Lu, artysta audiowizualny Ryoji Ikeda, kompozytor Pan Daijing i filmowiec Kahlil Joseph.

## Wystawy sztuki w 180 Studios
Wystawy sztuki w 180 Studios przyciągnęły ponad 500 000 gości:
- Richard Mosse - Broken Spectre (2023)
- Future Shock (2022)
- LUX - New Wave of Contemporary Art (2021)
- RYOJI IKEDA (2021)[1].